# 携帯電話IP接続サービス
携帯電話IP接続サービス（けいたいでんわIPせつぞくサービス）は携帯電話端末によるインターネット等への接続サービスである。

## 概要
当時PCに対して大幅に低速・低性能だった携帯電話（フィーチャーフォン）やPHS端末でインターネットサービスを実現するため、データ通信機能とCompact HTMLブラウザを搭載し、端末単独でインターネット（Webサーバ）へ接続し、情報コンテンツの取得・送信とインターネットメール化されたキャリアメールの送受信をすることができるサービスである。通信プロトコルはHTTPによるものが標準化されている。PCでも一応閲覧は可能だが、ユーザーエージェント判別で排除しているサイトもあった。
1999年2月に世界初の携帯電話IP接続サービスとしてNTTドコモのiモードが開始され、同業他社のEZweb（au）、J-Sky（後のYahoo!ケータイ、SoftBank）が追従し、爆発的に普及した。この3サービスはパケット通信によりアクセスポイントとなる携帯電話キャリアの専用ゲートウェイ（iモードセンター等）に接続し、閉鎖的なネットワーク網に構築されたメニューサイトのWebサーバへの接続、もしくは外部のWWWやメールサーバに接続し、各種サービスの提供がなされている。
携帯電話キャリアによるサービス開始当初は回線交換方式によるショートメッセージサービスよりも廉価な通信料でキャリアメールができる事から人気が高まり、次いでコンテンツプロバイダの増加によるメニューサイトの充実や、外部のWebサーバ上で公開した勝手サイトの閲覧ができることも認識され、2000年以降爆発的に利用者が拡大した。2001年のiアプリを皮切りにJavaアプリケーションの配信が開始され、第3世代携帯電話以降では着うたや動画といったリッチコンテンツの配信も始まった。
2004年にフルブラウザを搭載した携帯電話端末が登場し、携帯電話向けに作成したサイトだけでなく、パソコン向けのデータサイズが大きいサイトも閲覧できるようになった。また、2001年から2005年にはNTTドコモがPDAやノートパソコン向けのinfogateを提供していた。
しかし2007年に登場したiPhoneは完全にフルブラウザ中心へシフトしたものとなっていた。これに乗ったのはドコモに対して携帯電話向けコンテンツが乏しかったソフトバンクであり、2008年のソフトバンクモバイルによるiPhone発売以降、スマートフォン向けにアレンジした同種のサービスも並行展開され、徐々にスマホ向けサイトに移行するか、移行を断念しサービス自体を終了するかの二択を迫られた。

### コンテンツの特徴
各社のポータルメニュー一覧に表示される「公式サイト」と、そうではない勝手サイトの区分があった。勝手サイトにはYahoo!モバイルやgooモバイル、Googleモバイルなどポータルサイトや、個人らが作成した自作コンテンツ（画像など）、ブログ、ケータイ小説、SNSなどが多数開設され人気となったが、一方でアングラな電子掲示板、出会い系サイト・アダルトサイトや自殺系サイト・学校裏サイトなどの闇サイトなども無数に開設され、エンドユーザーのネットリテラシーの如何によってはトラブルに巻き込まれたり、ワンクリック詐欺やネットいじめの誘発など犯罪の温床を作り出し、携帯電話においてもネットリテラシー教育の重要性が認識された。
このため、2005年頃から携帯電話キャリアでは主に未成年者のユーザーを対象にメニューサイト以外の閲覧を不可とするフィルタリング (有害サイトアクセス制限)サービスの提供を行っている。また、開始当初より迷惑メールが横行したことで2002年には特定電子メールの送信の適正化等に関する法律が施行され、電子メールフィルタリングの整備が行われた。
サービス開始当初はパケット通信料が完全従量制のため、メール送受信やサイト閲覧・コンテンツのダウンロードの頻度が多くなるにつれ高額な通信費となり、支払いが困難となるパケ死という言葉を生み出し、一部の利用者は通信料支払い拒否を求めて携帯電話キャリアに訴訟を起こす事態となった。2004年にはNTTドコモのパケットパックなどパケット定額制プランが登場したことで通信費の平準化に寄与することになった。ただし利用法によっては定額対象外となる場合もあった。
携帯電話向けコンテンツを作る側は、各社の規格別に別々のサイトを作ることが必要となり、公式サイト集に入れてもらうためには広告代理店やコンサルタント業者を介在させたりと、手間を強いられた。

## メニューコンテンツ
- 着信メロディ・着信ボイス・着うた配信
- 待受画面配信
- ゲーム（Javaアプリ）配信
- 動画配信
- 天気予報
- ニュースサイト
- 地図
- 航空会社サイトでの航空券の予約・購入
- 鉄道会社サイトでの特急券・指定席券の予約・購入
- 旅行会社サイトでの宿泊・パックツアー予約
- 乗り換え案内、道路交通情報、バスロケーションシステム
- 旅行情報（紀行・口コミ）
- モバイルバンキング
- 証券会社サイトでの株取引（オンライントレード）
- クレジットカード会社サイトでの利用内容照会
- ショッピングサイト
- 辞書、検索サイト
- レシピサイト
- 健康情報・医療情報
- SNSサイト

## サービス名
- iモード （NTT docomo）
- EZweb （au）
- Yahoo!ケータイ （SoftBank）
- EMnet（イー・モバイル）
- AIR-EDGE PHONE（ウィルコム）

## 類似するサービス

### スマートフォン
- spモード（NTTドコモ）
- IS NET（au）
- S!ベーシックパック（接続サービス名は非公表。ソフトバンクモバイル）
- EMnet（イー・モバイル）

### PHS
- NTTパーソナルが1998年3月にインターネットメール化したキャリアメール「パルディオEメール」を開始。NTTパーソナルを承継したドコモPHSは2001年2月にドットiと同様のサービスとなる「ブラウザフォン」を開始している。
- DDIポケットは独自網内でショートメッセージと文字コンテンツの提供を行っていた「PメールDX」において1998年12月にインターネットメールに対応しキャリアメール化、2000年1月には文字コンテンツにおいても勝手サイトの閲覧が可能となる『オープンコンテンツ化』を実施し、2000年8月に「H"LINK」に改称（現:AIR-EDGE PHONE）。
- アステルでは1999年11月にMOZIOeメールサービスでキャリアメールに対応し、2000年12月にCompact HTMLブラウザを搭載し、接続先をISPとする事も可能な「ドットi」を開始した。

### 固定電話
2001年に固定電話の多機能コードレスフォン・ファクシミリ機においても携帯電話と同じコンセプトで開始されたが、当時のPHSと同様に回線交換式で通信料が嵩むことなどで利用者が伸び悩み、2010年までに終了した。
- Lモード （NTT東日本・NTT西日本）
- J-Web （ソフトバンクテレコム）

### モバイル端末向け
- infogate （NTTドコモ）

## 記述言語
- WML (Wireless Markup Language)
- Compact HTML